# شيم ديوتش
شيم ديوتش هو سياسي أمريكي، ولد في 15 أبريل 1969 في لونغ بيتش في الولايات المتحدة. نشط حزبياً في الحزب الديمقراطي.